# Terminal (película de 2000)
Terminal es una película dramática colombiana de 2000 dirigida y escrita por Jorge Echeverri y protagonizada por Fabio Rubiano, Ana María Kamper, Victoria Góngora y Bibiana Navas. Terminal ganó un premio en la categoría de posproducción en la modalidad de distribución, entregado por la Dirección de Cinematografía del Ministerio de Cultura de Colombia.

## Sinopsis
Un hombre debe enfrentar su inmensa soledad al ser abandonado por la mujer que ama, lo que lo lleva a un deterioro personal y emocional del que no desea salir.

## Reparto
- Fabio Rubiano
- Ana María Kamper
- Victoria Góngora
- Bibiana Navas
- Sebastián Ospina
- Diego Vásquez